# Paraclinus magdalenae
Paraclinus magdalenae är en fiskart som beskrevs av Richard H. Rosenblatt och Parr, 1969. Paraclinus magdalenae ingår i släktet Paraclinus och familjen Labrisomidae. IUCN kategoriserar arten globalt som starkt hotad. Inga underarter finns listade i Catalogue of Life.